# Czerwińsk nad Wisłą (gemeente)
De gemeente Czerwińsk nad Wisłą is een landgemeente in het Poolse woiwodschap Mazovië, in powiat Płoński.
De zetel van de gemeente is in Czerwińsk nad Wisłą.
Op 30 juni 2004 telde de gemeente 7926 inwoners.

## Oppervlakte gegevens
In 2002 bedroeg de totale oppervlakte van gemeente Czerwińsk nad Wisłą 146,07 km², waarvan:
- agrarisch gebied: 84%
- bossen: 5%

De gemeente beslaat 10,56% van de totale oppervlakte van de powiat.

## Demografie
Stand op 30 juni 2004:
| Omschrijving                   | Totaal | Totaal | Vrouwen | Vrouwen | Mannen | Mannen |
| ------------------------------ | ------ | ------ | ------- | ------- | ------ | ------ |
| eenheid                        | aantal | %      | aantal  | %       | aantal | %      |
| inwoners                       | 7926   | 100    | 3981    | 50,2    | 3945   | 49,8   |
| bevolkingsdichtheid (inw./km²) | 54,3   | 54,3   | 27,3    | 27,3    | 27     | 27     |

In 2002 bedroeg het gemiddelde inkomen per inwoner 1181,71 zł.

## Administratieve plaatsen (sołectwo)
Nowy Boguszyn, Stary Boguszyn, Chociszewo, Czerwińsk nad Wisłą, Garwolewo, Gawarzec Dolny, Gawarzec Górny, Goławin, Goworowo, Grodziec, Janikowo, Karnkowo, Komsin, Kuchary-Skotniki, Łbowo, Miączyn, Miączynek, Nieborzyn, Osiek, Parlin, Nowe Przybojewo, Stare Przybojewo, Nowe Radzikowo, Radzikowo Scalone, Stare Radzikowo, Raszewo Dworskie, Raszewo Włościańskie, Roguszyn, Sielec, Stobiecin, Wilkowuje, Wilkówiec, Wola, Wólka Przybójewska, Wychódźc, Zarębin, Zdziarka.

## Aangrenzende gemeenten
Brochów, Leoncin, Naruszewo, Wyszogród, Zakroczym, Załuski